# Terminal i transportit publik Tirana

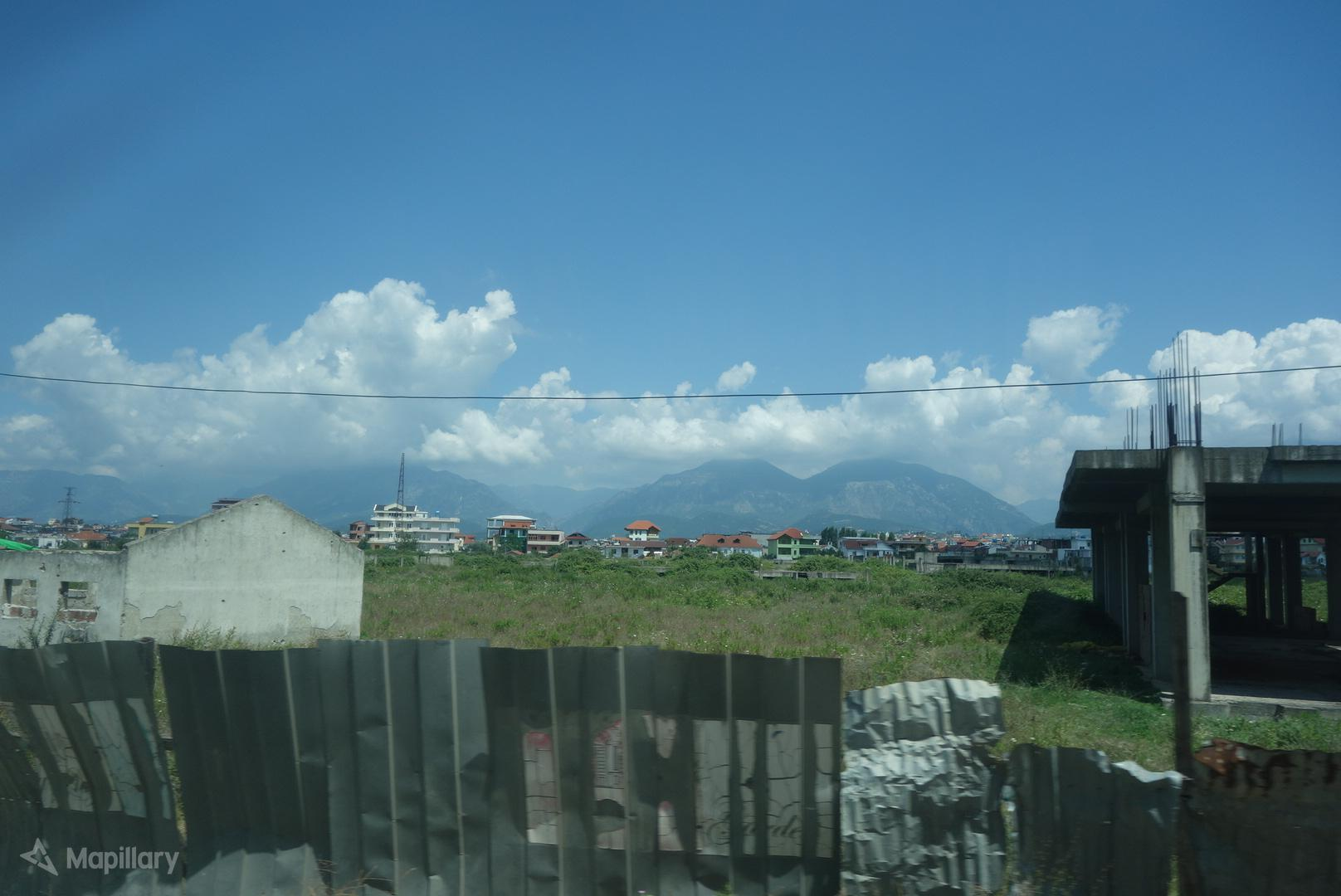
Das Grundstück, auf dem das PTT errichtet werden soll, im Jahr 2014

Das Terminal i transportit publik Tirana (albanisch für Terminal des öffentlichen Verkehrs, englisch Public Transport Terminal, PTT) ist der geplante Bahnhof und Busbahnhof der albanischen Hauptstadt Tirana.
Seit Januar 2020 wird das Areal als improvisierter Busbahnhof (Terminali i Autobusave të Jugut dhe Veriut) für einen Teil des nationalen Verkehrs genutzt.

## Lage
Für das geplante Drehkreuz des öffentlichen Verkehrs ist ein Areal im Stadtteil Lapraka am nordwestlichen Rand der Stadt vorgesehen. Es liegt an der Eisenbahnstrecke von Durrës nach Tirana der Hekurudha Shqiptare und der von Norden kommenden Einfallachse SH1. Das Ende der Autobahn von Durrës (SH2) liegt gleich südlich des Geländes. Von dort führt eine der wichtigsten Einfallsachsen (Rruga Dritan Hoxha, Rruga e Durrësit) ins Stadtzentrum.
Das Areal hat eine Fläche von 8,5 Hektar.
Vom PTT bis zum alten Bahnhof sind es rund vier Kilometer.

## Stadt- und Verkehrsplanung
Tirana verfügte nie über einen zentralen Busbahnhof. Busse verkehrten lange von verschiedenen Plätzen und Straßen, die über die ganze Stadt verteilt waren. Nach 2015 wurden verschiedene Busterminals für internationale Busse, für Busse nach Süd- und nach Südostalbanien eingerichtet, die aber teilweise weit auseinander liegen. Diese Abfahrtsorte sind meist nur einfache Parkflächen und verfügen kaum über Einrichtungen für Reisende. Einzig 2023 wurde am südlichen Stadtrand beim Einkaufszentrum TEG ein moderner Busterminal für Verbindungen nach Südostalbanien eröffnet.
Zur Verbesserung des öffentlichen Verkehrs in der Stadt und des innerstädtischen Verkehrs im Allgemeinen plante die Stadt Tirana in Zusammenarbeit mit der Europäischen Bank für Wiederaufbau und Entwicklung und der Landesregierung mehrere Maßnahmen. Dazu gehörten der Bau eines neuen Boulevards als Verlängerung des Bulevardi Zogu i Parë zur Erschließung der Stadtteile und Vororte im Norden, ein neues ÖPNV-Terminal am nordwestlichen Stadtrand und zwei Tramlinien. Eine rund zehn Kilometer lange Straßenbahn soll auf einer West-Ost-Achse durch die ganze Stadt verkehren, die andere vom PTT über rund sieben Kilometer bis zum Mutter-Teresa-Platz am südlichen Ende der Innenstadt.
Am 2. September 2013 wurde der Bahnhof Tirana für den Personen- sowie den Güterverkehr geschlossen, da er abgerissen werden sollte, um Platz für den neuen Boulevard zu schaffen. Gleise und Bahnanlagen der 1949 eröffneten Eisenbahnlinie von Durrës wurden auf den letzten Kilometern rasch entfernt, das Bahnhofsgebäude blieb noch ein Weilchen stehen. Anfangs blieb der Bahnverkehr zwischen Tirana und Vora eingestellt, später fuhren Züge bis zum Bahnhof im Vorort Kashar, rund dreieinhalb Kilometer westlich vom geplanten PTT.
Der Ersatz der Eisenbahn und der Bau des PTT verzögerten sich aber. 2016 wurde mitgeteilt, dass die Europäische Bank für Wiederaufbau und Entwicklung beabsichtige, Albanien einen Kredit für die Erneuerung der Eisenbahnstrecke Tirana–Durrës und für den Bau eines siebeneinhalb Kilometer langen Zubringers zum Flughafen Tirana zu erteilen, mit dem der Flughafen über das PTT an den Nahverkehr in Tirana angebunden werden sollte. Die Kosten werden auf rund € 82 Millionen geschätzt. Die Regierung versprach, die neue Linie im Jahr 2019 zu eröffnen. Ende 2019 war aber erst die Ausschreibung der Bauarbeiten der Eisenbahnstrecke erfolgt; die Kosten wurden dabei mit € 92 Millionen angegeben. Drei Jahre später hatten die Arbeiten respektive Abrissarbeiten an der Eisenbahn begonnen. Das PTT ist zwar nicht direkt Teil dieses Projekts. Am neuen Bahnhof wurde 2023 jedoch auch gebaut. Zudem wurde eine neue Stadtbahn bis zum alten Bahnhof angekündigt.

## Geplanter Terminal
Konzepte von 2012 planten ein Terminal für die Eisenbahn sowie den internationalen und nationalen Busverkehr mit Umsteigemöglichkeiten zum Nahverkehr, Taxis und einer zu bauenden Tramverbindung. Ursprünglich hätte die Eröffnung schon 2015 stattfinden sollen. Aufgrund politischer Machtwechsel auf kommunaler wie nationaler Stufe verzögerte sich das Projekt aber stark.
Die Gemeinde Tirana veröffentlichte 2016 eine öffentliche Ausschreibung für den Bau, Betrieb und Unterhalt des Terminals. Geplant war eine Konzession oder Öffentlich-private Partnerschaft für eine Dauer von 15 bis 35 Jahren. Der Betreiber darf Nutzungsgebühren für Busse, Parkgebühren und Miete von Geschäften erheben. Auch ein Hotel ist vorgesehen.
Das ursprüngliche Konzept rechnete mit 60.000 Passagieren bei der Eröffnung und 200.000 bis 220.000 Passagieren im Jahr 2035. Vorgesehen sind Gebäude für die Passagiere, eine Zufahrtsstraße vom Kreisverkehr an der SH1 zu den Bussteigen, Taxiständen und Haltezonen für Privatverkehr sowie eine Busgarage. In frühen Planungen waren 106 Busparkplätze, fast 50 Parkplätze für Minibusse und ein öffentlicher Parkplatz für 100 Fahrzeuge vorgesehen.
2018 berichteten Medien, dass man mit einem Konzessionär vertragseinig geworden sei. Die Konzessionsdauer betrage 33 Jahre. Zudem wurde angekündigt, dass der Baubeginn für das Terminal jetzt starten würde. Der Bau verzögerte sich aber weiterhin. Auch fast ein ganzes Jahr später gab es keinen Hinweis auf Bauarbeiten auf dem Areal.

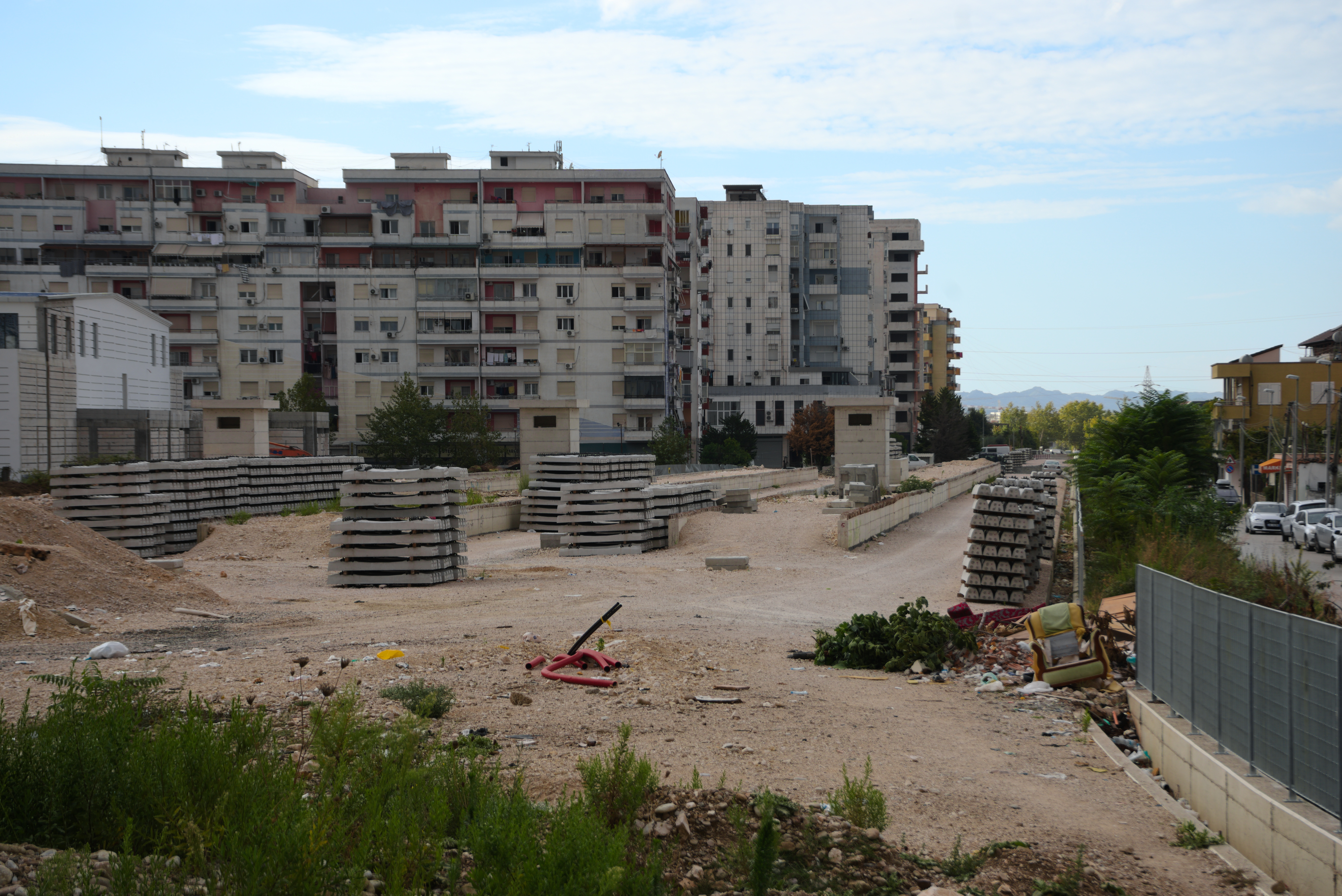
Bauarbeiten am Bahnhof im Herbst 2024

2023 wurde im Rahmen der Bauarbeiten an der Eisenbahnstrecke am neuen Bahnhof gebaut, der zur „multimodualen Station“ (Erion Veliaj) für Eisenbahn, landesweiten Busverkehr und öffentlicher Nahverkehr werden solle. Ende 2024 waren die Arbeiten am neuen Terminal in vollem Gange. Es wurde ein moderner Bau mit 10.000 Quadratmetern Nutzfläche angekündigt. Der Terminal soll neu dem Verkehr in Richtung „Nordwest“ dienen (Terminali i ri veri-perëndimor).

## Aktuelle Nutzung

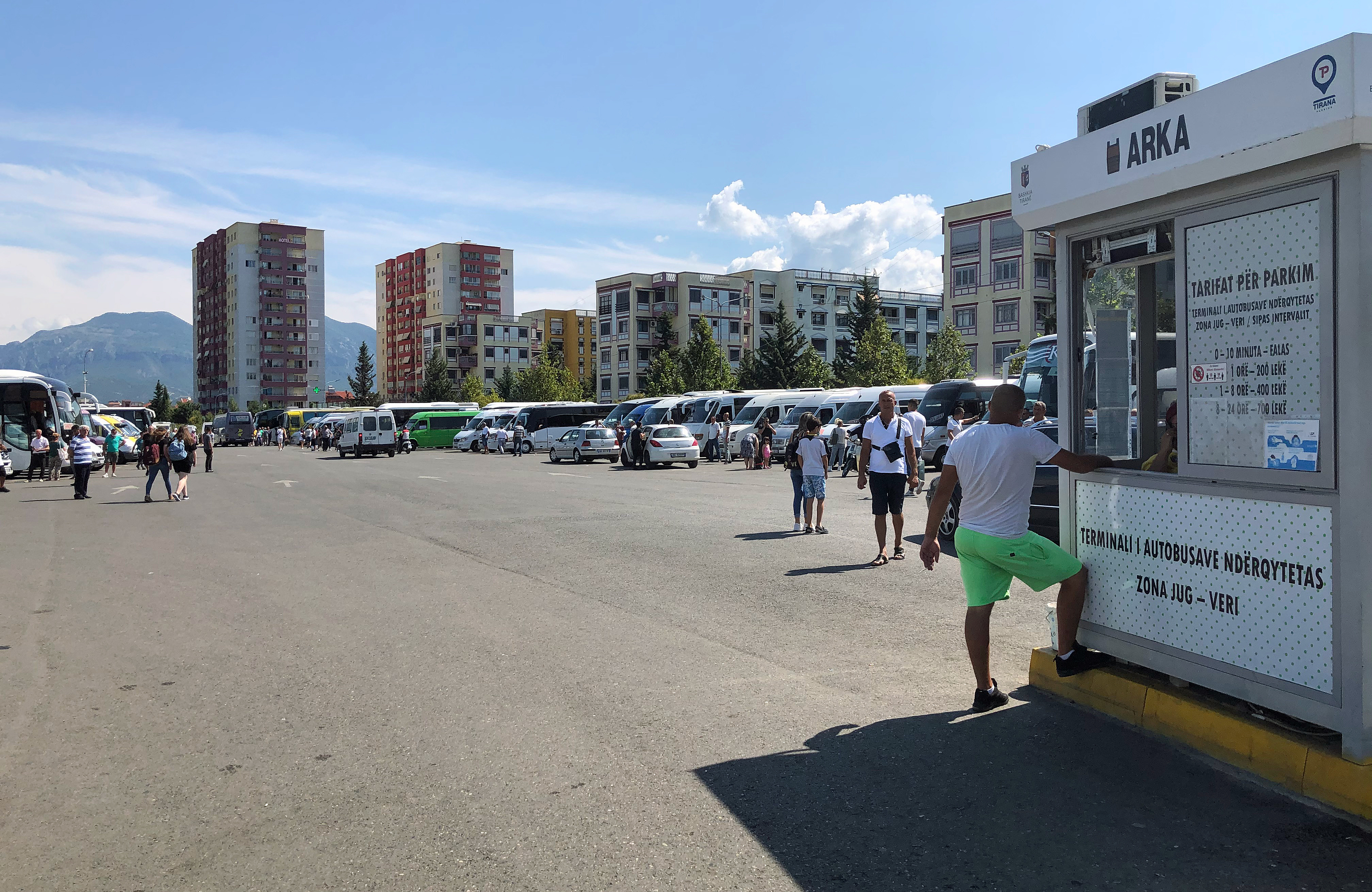
Busbahnhof im Sommer 2020

Anfang Januar 2020 musste die bestehenden Busbahnhöfe für die Busse nach Südalbanien und Nordalbanien wegen Bauarbeiten am Platz „Shqiponja“ verlegt werden. Hierfür wurde ein Teil des PTT-Areals asphaltiert und wird seither als improvisierter Busbahnhof (Terminali i ri Fundor (Provizor) i zonës Jug – Veri, später auch kurz als Terminali i Autobusave të Jugut dhe Veriut) genutzt.